# Karl Cervik
Karl Cervik (* 15. Oktober 1931 in Wien; † 22. Oktober 2012 in Geeste/Niedersachsen) war ein österreichisch-deutscher Autor.

## Leben
Karl Cervik wuchs von 1931 bis 1942 in Wien und von 1942 bis 1945 in Würzburg (Mainfranken) auf. Danach lebte er von 1945 bis 1948 wieder in Wien und Niederösterreich. Im Jahr 1946 starb seine Mutter an Hunger und Kälte, 1949 sein Vater. Er wollte 1948 mit 16 Jahren in die USA auswandern, kam jedoch aufgrund eines Sturzes bei seiner Flucht aus der dritten Etage des Landeserziehungsheimes Karlshof in Wabern bei Kassel nur bis Essen-Kupferdreh. Der Unfall (Verletzung am Steißbein mit Gehbehinderung) zwang ihn zur Arbeits- und Wohnungssuche ins Ruhrgebiet. Schon seit 1945 musste er sich allein in ländlichen Gebieten durchschlagen. Arbeit und Wohnung waren in Essen gleichzeitig nachzuweisen, daher musste er als Bergbaulehrling anfangen. Er absolvierte von 1948 bis 1950 seine Lehre als Bergknappe auf der Zeche Heinrich in Essen-Überruhr. Von 1951 bis Mitte 1955 war er in der chemischen Industrie (Rheinisch-Westfälische Farbwerke Nierenhof), in der Bauwirtschaft (Fa. Koppers, Fa. Schryn) und als Praktikant in der Kohlenstoffbiologischen Forschungsanstalt der Ruhrgas AG bei Dr. Rempke in Essen-Bredeney tätig. 1955 fing er bei der Bahnmeisterei Essen Hbf 1 der DB an, zuletzt war er im technischen Dienst bei der Bundesbahndirektion Essen. Im Zweiten Bildungsweg machte er 1986 das Fachabitur. 1990 schied er nach einem Herzinfarkt aus dem aktiven Beamtendienst aus.
In den 1960er Jahren gründete Karl Cervik den Fördererkreis der Gemeinschaftsschule, Sitz Essen e. V. und 1966 einen Schulpolitischen Arbeitskreis der Humanistischen Union in NRW, war er doch selber ein „Produkt“ der Bildungsreformperiode. Beide Organisationen wirkten auf die Gesetzgebung zugunsten der Gemeinschaftsschule in NRW ein. Mit der Schulreform 1968, der Trennung der alten Volksschule in Grund- und Hauptschulen und der Einführung der Gemeinschafts-Hauptschule als Regelschule in NRW, waren Teilziele erreicht. Cervik leistete auch Vorarbeiten zur Gründung des Bildungswerks der Humanistischen Union e. V. in Nordrhein-Westfalen 1971 und war dort jahrelang als Vorsitzender ehrenamtlich tätig.
In seiner ehrenamtlichen Arbeit danach im geschlossenen und offenen Justizvollzug in Essen, Werl und Castrop-Rauxel als Leiter von Gesprächsgruppen bot er den Insassen die Gelegenheit, sich in persönlicher, politischer und sozialer Hinsicht mit ihrer Rolle und den Strukturen der Gesellschaft auseinanderzusetzen. Alle ehrenamtlichen Tätigkeiten wurden neben der hauptberuflichen Arbeit bei der Deutschen Bundesbahn ausgeführt. – In den letzten Jahren befasste er sich mit Kinder-„Euthanasie“ in Wien und Fürsorgeerziehung unter der NS-Herrschaft in den damaligen Gauen Wien, Niederdonau und Mainfranken und veröffentlichte Teile seines Tagebuches aus den Bergbaujahren 1948–1950 im Buch von Rainer Busch. Er ist Träger des Goldenen Verdienstzeichens des Landes Wien. Karl Cervik lebte bis 1997 in Essen, seither in Niedersachsen. Cervik war Mitglied im bundesdeutschen Verband deutscher Schriftsteller (VS) und österreichischen Schriftstellerverband (ÖSV).

## Auszeichnungen und Ehrungen
2006 Goldenes Verdienstzeichen des Landes Wien.

## Veröffentlichungen
- Hat Lernen einen Sinn? – Der Eisenbahner 1962.
- Von der Überforderung durch Druckerzeugnisse bei der Deutschen Bundesbahn 1958
- Vorlage eines Fragebogens zusammen mit dem Infratest-Institut München zur Ermittlung der Elternmeinung über den Bau von Kindergärten in Essen-Holsterhausen 1968 (WAZ-Bericht)
- Kindergärten in Nordrhein-Westfalen – Von den Versäumnissen eines sozialen Rechtsstaates – HU-Mitteilungen 1969.
- Elternhaus und Schule in der Gesellschaft von morgen – Vorgänge 1970.
- Demokratie für Unmündige? Zum Schulstreit in Nordrhein-Westfalen – Vorgänge 1971.
- Mit Rudolf Kühne: Politische Gewalt und Terrorismus – Vorgänge 40/41 Zeitfragen 1979.
- Gruppenarbeit in der Justizvollzugsanstalt Essen 1972. Zeitschrift für Gruppenpädagogik 2/1979 S. 37ff.
- Gegen Berufsverbote: Fall Peters, Deutsche Bundespos (FAZ). Fall Rudi Röder, Deutsche Bundesbahn, 17. August 1979.
- Über sexuelle Beziehungen von Strafgefangenen mit ihren Angehörigen. Vorgänge 47/48 Heimat und Identität 1980.
- Sexualität hinter Gittern – Analysen, HU-Essen 1980.
- Tendenzen im Strafvollzug – Zehn Jahre nach Inkrafttreten des Strafvollzugsgesetzes in der BRD
- Einweisungsanstalten in Nordrhein-Westfalen, Hagen u. a. 28. Januar 1989
- Gruppenarbeit in der JVA Werl, 11. Juni 1992 – Wohngruppe 3
- 25 Jahre Bildungswerk der Humanistischen Union Nordrhein-Westfalen e. V. Redemanuskript
- Kindermord in der Ostmark. Kindereuthanasie im Nationalsozialismus 1938-1945. LIT-Verlag, Münster 2001. 132 S. ISBN 3-8258-5551-1.
- Was ist Pädophilie? Annäherung an ein strittiges Thema, BoD Verlag Norderstedt 2005, Norderstedt: Books on Demand GmbH 2005. IV, 150 S. ISBN 3-8334-2730-2.
- Karl Cervik / Rainer Busch: Der Steinkohlenbergbau in Essen Überruhr, Bürgerschaft Essen-Kupferdreh 2006, 224 S. ISBN 3-00-019524-6.
- Karl Cervik / Kerstin Dietzel: Der Abnahmebeschluss – eine Kindheit in den nationalsozialistischen Fürsorge- und Erziehungsanstalten der Gaue Wien, Niederdonau und Mainfranken; eine Spurensuche. Books on Demand GmbH, Norderstedt 2007, 172 S. ISBN 978-3-8334-6696-0.
- Umweltschutz bei der Bundesbahndirektion Essen 1990.
- Armut in Deutschland, Österreich und Schweiz – Minderheiten. 7. März 2009. Eine Dokumentation
- Gedichte 2009.
- Chroniken: Fördererkreis der Gemeinschaftsschule, Heimerziehung, Humanistische Union, Bildungswerk der HU NRW e.V.
- 40 Jahre Bauabteilung der Bundesbahndirektion Essen 1945–1985.
- Sammelband – Sinti und Roma – Prügelstrafe – Tendenzen im Strafvollzug u. a. m.
- Aufarbeitung in Ost und West? Zur Motivation der Aufklärer
- Literatur-Archiv, 31. Dezember 2009
- Sv A – Z